# Чортков
Чортков е град в Западна Украйна.
Намира се в Тернополска област. Населението на града е около 28 114 души. През града тече река Серет. Надморската височина е около 218 м. Разстоянието до областният център Тернопол е 70 километра.